# Дис театар младих (Бања Лука)
Дис театар младих је независно позориште које се бави друштвено ангажованим, документарним и васпитно-педагошким позориштем. Познат је по свом раду са младима и специфичном уметничком изразу који укључује реалне приче, аутентичне животне ситуације и сценску експресију младих глумаца. Смештено је у простору Дома омладине Бања Луке у Републици Српској. Основано је 1991. године.

## Карактеристике
Дис театар младих представља пример „животно важног позоришта“, које има јасну друштвену мисију. Представе се често базирају на личним сведочанствима, социјалним темама и емотивним наративима младих. Репертоар је усмерен ка публици која жели и тражи позориште које поставља питања и тражи одговоре.

## Програмска оријентација
Позориште делује у правцу:
- друштвено ангажованог позоришта (ментално здравље, вршњачко насиље, дискриминација),
- едукативног и васпитног позоришта,
- документарног и аутобиографског сценског израза.

## Активности
- Учешће на међународним фестивалима: Дис театар редовно учествује на међународним позоришним фестивалима, где представља своје продукције.
- Едукација младих: Кроз различите програме, позориште пружа едукацију и подршку младим уметницима, помажући им да развију своје вештине и креативност.
- Допринос грађанском друштву: Активности позоришта укључују пројекте који промичу друштвену одговорност, укључивање заједнице и развој културног активизма.
- Препознатљив стил: Дис театар је познат по свом јединственом приступу и стилу, који комбинује савремене позоришне форме са иновативним изразима.[2]

## Значајне представе
| Назив представе | Година | Тема                                    |
| --------------- | ------ | --------------------------------------- |
| Дечаци          | 2023.  | Одрастање и мушки идентитет             |
| Усправно        | 2022.  | Борба са анксиозношћу и самоприхватањем |
| Иза             | 2021.  | Трауме и породично насиље               |

## Награде и признања
- Фестивал „Новосадска сцена” 2017. године: Представа „Осми дан” у извођењу Дис театра младих проглашена је најбољом на овом фестивалу.
- Седми фестивал аматерског позоришта „Кулиса” у Крагујевцу: Екипа Дис театра младих остварила је запажене резултате на овом фестивалу, освојивши више награда.
- Признање Новици Богдановићу: Један од истакнутих чланова Дис театра младих, Новица Богдановић, добио је награду за вишедеценијску посвећеност театру и образовању младих људи кроз театар, што је допринело развоју будућих генерација уметника.
- Орден Његоша III реда 2025. године: Поводом Дана државности Републике Српске, 14. фебруара 2025. године, председник Републике Милорад Додик одликовао је Дис театар младих Орденом Његоша III реда, признајући њихов допринос култури и уметности у региону.[3][4][5][6][7]

## Уметнички тим
Позориште окупља младе глумце, едукаторе, драмске педагоге и сараднике из области психологије и образовања. Рад је колективан и интерактиван, а млади активно учествују у развоју сценског текста и извођења.

## Утицај и значај
Дис театар се сматра једним од најутицајнијих омладинских позоришта у Републици Српској. Њихов рад је препознат као пример добре праксе у култури, васпитању и едукацији младих.